# Клубы Джона Рида
Клубы Джона Рида (англ. John Reed Clubs) — леворадикальные объединения США, зародившиеся на основе рабочего движения в 1929 году. Получили название от имени американского писателя Джона Рида.

## История
Членами клубов были литераторы, художники и рабочие, которые увлекались творчеством. К 1934 году насчитывалось уже 30 организаций (около 1200 человек).
Их участники публиковались в газете Daily Worker, журнале New Masses и т. д.
Движение поддерживали в своих выступлениях Л. Арагон и Т. Драйзер, его представляли на Харьковской конференции революционных писателей (1930). Клубы взаимодействовали с германским Союзом пролетарских революционных писателей.
В 1935 году на базе клубов Джона Рида была создана Лига американских писателей.